# Йондон (регион)
Йондо́н — регион, отождествляемый с восточной частью провинций Канвондо в Южной Корее и Канвондо в Северной Корее.
Хотя Йонсо охватывает западную часть обеих провинций, а Квандон относится к обеим частям вместе, «Йондон» в Южной Корее используется гораздо чаще, часто обозначая всю Канвондо.
Название региона используется в названии железнодорожной ветки и скоростной автомагистрали, являющихся главными транспортными коридорами, связывающими Сеул с Канвондо.